# 天主教坎普马约尔教区
天主教坎普馬約爾教區（拉丁語：Dioecesis Campi Maioris），是巴西一個天主教教區，位於皮奧伊州中北部，屬特雷西納總教區。
教區成立於1975年6月12日，2006年有教友304,234人，佔總人口92.2%。有廿八個堂區、司鐸卅五人。現任教區主教為愛德華·傑爾斯基。